# 岡部元信
岡部元信（？—1581年）是日本戰國時代武將。今川氏家臣。通稱五郎兵衛。官位是丹波守。別名是長教、元綱、真幸。父親是岡部久綱。哥哥是岡部正綱（亦有親子的説法，或者是同族但不是親子兄弟的說法）。在今川氏衰退後仕於武田氏。

## 生平
祖父綱就是今川氏重臣，在今川義元繼任家督中擔當重要角色（花倉之亂）。元信自身亦在平定遠江和三河時貢獻良多。天文17年（1548年）第2次小豆坂之戰。及天文18年（1549年）安祥城之戰都建立軍功，受今川義元之命駐守在尾張的鳴海城。
永祿3年（1560年），在桶狹間之戰中以鳴海城為據點並與織田勢交戰。主君義元被織田信長殺死後仍然繼續抵抗，在與織田方談判奪回今川義元首級後才開城退兵，在返回駿府城途中攻擊守軍約100餘人的刈谷城並殺死城將水野信近和燒毀城池。6月8日獲得今川氏真頒給褒揚狀並加封領地。
雖然是今川家的譜代家臣，在義元死後的永祿11年（1568年），武田信玄侵攻駿河並流放今川氏真，於是元信降服並仕於武田氏，天正2年（1574年）6月被任命為遠江高天神城的守將。
天正3年（1575年）5月，面對織田、德川聯軍進攻（長篠之戰），因在遠江地區成功阻止德川軍的進攻，獲得勝賴加封領地。
天正9年（1581年），德川軍以橫須賀城為據點並派出本多忠勝等人包圍高天神城（第二次高天神城之戰），因長期包圍造成城中缺糧。元信向武田勝賴求救，但因為勝賴當時與北条氏政對峙，無法派出援軍，因而要求元信堅守。3月22日，因為兵糧已經告罄，元信率領殘兵730人進擊大久保忠世陣地，德川陣中的大久保忠教率兵迎敵，元信與敵軍大久保忠教的家臣本多主水單挑而被討取。之後德川家康很高興地把元信的首級看了非常多次 , 最後並將岡部元信的首級送到了安土城的織田信長手上 。

## 登場作品

### 影視劇
- 怎麼辦家康（2023年、NHK大河劇、演：田中美央）

### 遊戲
- 戰國無雙5（2021年、光榮、聲優：淺野良介）
- Yasuke Simulator（2025年，Historyaccuratedevelopers）